# 二回投票制
二回投票制（英語: two-round system）とは、選挙方法のひとつ。投票を二回行うことが多いため、この名がある（必ず二回行われるとは限らない）。フランス大統領選挙における採用例が有名である。

## 概要
多くの場合、ひとりの公職者（大統領や州知事、自治体の首長など行政府の独任制の長や、小選挙区制を採用する場合の議員が多い）を選出する際、どの候補者も最初の投票において一定数の得票に届かなかった場合に、上位の候補者のみによって二回目の投票（決選投票）を行い、それによって決着をつける（このため最初の投票で一定数の得票をする者が出た場合はその者がそのまま当選となり、二回目の投票は行われない）。上位二者のみを決選投票に残すことが多く、この場合は自動的にどちらかの候補者が過半数を得ることとなるため、Instant-runoff votingなどの選好投票と並んで絶対多数制に位置づけられることが多い。長所としては幅広い支持によって公職が選出されることが期待できること、死票が抑えられることがあげられる。いっぽう、短所としては何といっても投票を2度行う手間やコストがあげられる。また、かつての自由民主党総裁選挙では、党員・党友による予備選挙と国会議員による本選挙の二回投票制でありながら、「党員・党友による投票の結果は重い、二位の者は本選挙を辞退すべきだ」という議論が強い説得力を持ち、実際に逆転の見込みが乏しかったこともあって一回目の投票のみで決着がついてしまうことがあった（1978年、1982年）。

## フランス下院の実例
ただし、よくこの典型例とされるフランスの国民議会（下院）の選挙においては、現在の規定では決選投票に進むのは単純に小選挙区の上位二者というわけではなく、8分の1以上の票を得た候補者（正確には、有効投票の過半数かつ登録有権者の4分の1以上の票を得た候補がいない場合において、登録有権者の8分の1以上の票を得た候補。ただし、この条件を満たす候補が誰もいないか1人しかいない場合は、上位二者）となっている。そのため決選投票においては三つ巴の選挙戦となり、絶対多数ではなく相対多数で決まる場合も多い。これまでモーリス・デュヴェルジェやジョヴァンニ・サルトーリらの研究により、この制度は複数政党制（一党優位政党制やヘゲモニー政党制に陥らない意味での多党制）や小政党の存在を最初の投票で容認・維持しつつ、二回目の決選投票では次善の候補者への投票を促すことにより少数意見をある程度は反映させながら二大政党制に近い二大政党連合制を継続的に実現できる、優れた制度とみなされてきたが、特に最近はゴーリストなどの系譜を引く右派（現在はフランス共和党に結集している）と社会党・共産党などの左派の二大勢力だけでなく、これらとの協力をしない極右・国民連合の進出により、この前提が崩れてきている。またフランソワ・バイル率いる中道新党・民主運動も決選投票に残った場合に左右両派との協力をせず、独自の選挙戦を続けることがある。
また、過去のフランスでは第三共和政の時代から下院選挙に二回投票制を使うことが多かった。しかし当時は左右両派からそれぞれ有力候補を絞り込むのではなく、中道の政党として左翼・右翼（保守）の両派から幅広く集票できる急進社会党に有利に働き、同党が第三共和政で中核的な政治的位置に君臨する要因となっていた。この違いは第三共和政が（第五共和政の半大統領制と異なり）議院内閣制を採用しており、首相を信任する下院の力が大きかったためだという。

## 定数が2名以上の場合
二回投票制は主に小選挙区制において用いられるが、公職者を2人以上選出する選挙（大選挙区制）においても採用されることがある。この場合、例えば総投票数を「定数＋1」で割った商（これをクォータ（英語: Quota）という）を求め、それを上回った候補者をまず先に当選とする方法が考えられる（定数が2なら、3分の1以上を上回った候補者を当選とする。2人の候補者が3分の1を上回った場合、3位の候補者が3分の1を上回ることはありえないため）。そしてここで当選者が定数を下回った場合は、先に当選した者以外の候補者のあいだで残る議席をめぐる決選投票を行うことになる。これは比例代表制の一種である単記移譲式投票を簡略化し、二回投票制で行うようなものである。大選挙区制における二回投票制はスイス連邦議会の全州議会（上院）選挙やイランのイスラーム諮問評議会（国会）選挙で行われている。またリヒテンシュタインの国会では政党名簿比例代表が採用されているが、第1回投票で泡沫政党（8％を得られなかった政党）をふるい落とし（この考え方は阻止条項に近い）第2回投票で残った政党どうしで非拘束名簿式比例代表制に基づく選挙を行う。

## 各国の採用例
- アメリカ合衆国
  - 大統領（憲法修正第12条により選挙人団投票で過半数を獲得した者が出なかった場合、下院で決選投票が行われる。ただし1824年を最後に、実施例はない）
  - 副大統領（大統領と同じく憲法修正第12条により選挙人団投票で過半数を獲得した者が出なかった場合、上院で決選投票が行われる。ただし1836年を最後に、実施例はない）
  - ルイジアナ州、ワシントン州ほかの各種選挙など（en:Nonpartisan blanket primary）
- アルゼンチン - 大統領
- インドネシア - 大統領
- ウクライナ - 大統領
- エジプト - 大統領、人民議会の小選挙区部分
- チェコ - 元老院（上院）議員
- チリ - 大統領
- ドイツ - ワイマール共和国時代の大統領、ドイツ帝国時代の帝国議会、現在は自治体の一部など。なお、ワイマール共和国時代の大統領選挙では一回目の投票に出馬しなかった者でも二回目の選挙に出馬でき、1925年のパウル・フォン・ヒンデンブルクのようにそれで当選した例もあった。また、一回目の票から見て当選の見込みが無くとも二回目に出馬できたため、1925年のエルンスト・テールマンのようにそのような候補が当落を左右することもあった。
- ハンガリー - 国民議会の小選挙区部分（2010年まで）
- フィンランド - 大統領
- ブラジル - 大統領
- フランス - 大統領、国民議会（下院）議員、各種自治体など
- ポーランド - 大統領
- ポルトガル - 大統領
- リトアニア - 国会の小選挙区部分
- ルーマニア - 大統領
- ロシア - 大統領（ただし決選投票にいたったのは1996年のみ）

他にも数多くの国・政体での採用例がある。